# Storytelling (álbum de Belle and Sebastian)
Storytelling es el título del quinto álbum de estudio de la banda escocesa de música pop Belle and Sebastian.

## Producción
Es la banda sonora de la película de Todd Solondz, Storytelling. La banda experimentó muchos problemas de comunicación con el director mientras componían la banda sonora, y finalmente sólo se usaron en la película 6 minutos de música. El álbum contiene cinco fragmentos de diálogos.

## Lista de canciones
1. Fiction - 2:32
2. Freak - 2:19
3. Conan, Early Letterman - 0:26
4. Fuck This Shit - 2:31
5. Night Walk - 2:07
6. Jersey's Where It's At - 0:21
7. Black and White Unite - 3:54
8. Consuelo - 2:55
9. Toby - 0:33
10. Storytelling - 3:01
11. Class Rank - 0:12
12. I Don't Want to Play Football - 0:57
13. Consuelo Leaving - 2:29
14. Wandering Alone - 2:38
15. Mandingo Cliche - 1:19
16. Scooby Driver - 1:13
17. Fiction Reprise - 1:22
18. Big John Shaft - 3:55